# Gifts from the Holy Ghost
| Recensione | Giudizio |
| ---------- | -------- |
| Kerrang!   | 3/5      |

Gifts from the Holy Ghost è il terzo album in studio del gruppo hard rock statunitense Dorothy, pubblicato il 22 aprile 2022 dall'etichetta discografica Roc Nation Records.

## Il disco
La sua pubblicazione è stata preceduta dall'uscita dei due singoli Rest in Peace e Black Sheep. Il titolo dell'album è stato ispirato da un incidente che è accaduto ad un membro dello staff, quasi morto per un'overdose di eroina, ma che si era ripreso dopo che la Martin aveva pregato per la sua sopravvivenza. Anche la recente sobrietà della leader ha ispirato l'album. La maggior parte dei testi dei brani riguardano la spiritualità e la guarigione, nonostante i solenni suoni hard rock e classic rock
L'album si è classificato al 37º posto nella classifica Album Top 100 nel Regno Unito.

## Tracce
Testi e musiche di Dorothy Martin e Trevor Lukather, eccetto dove diversamente specificato.
1. A Beautiful Life – 3:36 (D. Martin, J. Hook)
2. Big Guns – 3:32 (C. Traynor, D. Martin, G. Mitchell, J. Hamilton, K. Hoffmann)
3. Rest in Peace – 3:37 (B. Daly, D. Martin, S. Stevens, T. Lukather)
4. Top of the World – 4:04
5. Hurricane – 3:17
6. Close to Me Always – 3:55 (A. Mae, Diztortion, Z. Malloy)
7. Black Sheep – 3:10 (B. Daly, D. Martin, S. Stevens, Z. Malloy)
8. Touched by Fire – 3:43
9. Made to Die – 3:43 (D. Martin, K. Wallen)
10. Gifts from the Holy Ghost – 4:19 (D. Martin, L. Wulfmeier, E. Lorango, J. Ganberg, O. Bar)

## Formazione
Hanno partecipato alle registrazioni, secondo le note dell'album:
Dorothy
- Dorothy Martin – voce
- Devon Pangle – chitarra
- Leroy Wulfmeier – chitarra, cori
- Eliot Lorango – basso, cori
- Jason Gangberg – batteria, percussioni, cori

Altri musicisti
- Trevor Lukather – chitarra, basso, tastiere (tracce 4, 5, 8, 10)
- Phil X – chitarra, basso, cori (tracce 1, 2, 6)
- Chris Lord-Alge – tastiere, percussioni, cori (tracce 1, 2, 6)
- Scott Stevens – chitarra, basso, tastiere (tracce 3, 7, 9)
- Brian Thicky – batteria (tracce 1, 2, 6)
- Evan Frederiksen – batteria (tracce 3, 9)
- Jake Hayden – batteria (tracce 4, 5, 8, 10)
- Joel Hamilton – percussioni (traccia 2)
- Ethan Kaufmann – percussioni (tracce 4, 5, 8, 10)
- Blair Daly – cori (traccia 3)
- Zac Maloy – cori (traccia 3)

## Classifiche
| Classifica (2022) | Posizione Massima |
| ----------------- | ----------------- |
| Regno Unito (OCC) | 37                |